# واهونکوها
واهونکوها (به لاتین: Wahunkoha) یک منطقهٔ مسکونی در سری‌لانکا است که در استان مرکزی (سری‌لانکا) واقع شده‌است.